# 日本大學列表
日本大学列表是日本国内的大学列表（包括只开设研究生院的大学院大学）。截至2022年5月1日，日本共有792所大学，包括中央政府设立的国立大学86所，地方政府设立的公立大学99所，民间设立的私立大学607所。

## 國立大學
在日本，所谓國立大學是國家直接設置的大學和國立大學法人設置的大學。截至2022年，日本共有国立大学86所，在国立大学就读的学生人数约占日本所有大学生的2%。根据2004年《國立大學法》，国立大学成立獨立的法人組織，成为国立大学法人，是國家全額出資的團體。部分国立大学被文部科学省设定为指定国立大学。

## 公立大學
在日本所謂公立大學是地方公共團體（都道府縣、市區町村）直接設置的大學和公立大學法人設置的大學。截至2022年，日本共有公立大学99所。2023年在公立大学就读的学生人数约为17万人，占日本大学生总数的5.6%。

## 私立大學
在日本，私立大学是由学校法人或股份公司设立的大学。截至2022年，日本共有私立大学607所，在日本大学总数的75%，学生人数占日本所有大学生的80%左右。较为重要的私立大学组织1952年成立的日本私立大学联盟，创始私立大学有24所，如今包括100余所主要私立大学。

## 参見
- 日本教育
- 世界各國大學列表
- 世界大學列表
- 日本短期大学列表